# Vivarium (film)
Pour les articles homonymes, voir Vivarium (homonymie).
Pour plus de détails, voir Fiche technique et Distribution.
Vivarium est un film de science-fiction irlando-belgo-danois coécrit et réalisé par Lorcan Finnegan, sorti en 2019.
Le film suit Gemma et Tom, qui effectuent une visite d'une maison en compagnie d'un mystérieux agent immobilier, Martin. Par la suite, le jeune couple se retrouve piégé dans un lotissement de maisons identiques appelé « Vauvert » (« Yonder » en version originale). Ce véritable labyrinthe semble être le cadet de leur soucis en apprenant qu'une force mystérieuse modifie leurs vies les unes après les autres.

## Synopsis
Le film s'ouvre sur des images de coucous faisant du parasitisme de couvée. Un oisillon tombe du nid et s'écrase au sol.
Gemma est institutrice en primaire, et a un conjoint paysagiste, Tom. Malgré leurs revenus moyens, ils cherchent à acquérir une maison. Dans une agence, ils font la rencontre de Martin, un agent immobilier aux manières étranges qui les convainc de visiter « Vauvert », une banlieue résidentielle qu'il présente comme idéale. Là-bas, le couple découvre un dédale de rues aux maisons parfaitement identiques. Martin leur fait visiter la maison no 9. Pendant la visite, il demande à Gemma si elle a des enfants, ce à quoi elle répond « Non, pas encore ». Il imite alors sa réponse, copiant parfaitement son ton et sa gestuelle. Lorsqu'ils visitent le jardin, Martin s'éclipse. Troublé, le couple décide de partir, mais se retrouve à tourner en rond, repassant inexorablement devant la maison no 9, jusqu'à la tombée de la nuit. Privés de signal téléphonique et à court d'essence, ils s'installent dans la maison, et constatent que la nourriture du frigo n'a pas de goût.
Le lendemain matin, Tom monte sur le toit et ne distingue rien d'autre que des rangées de maison qui s'étendent à l'infini. Il suggère donc de marcher tout droit, ce qui les fera forcément sortir. À la fin de la journée, ils aperçoivent de la lumière dans l'une des maisons, qui s'avère cependant être la maison no 9, devant laquelle un carton de vivres a été déposé. Tom s'en sert pour incendier la maison et créer un signal d'alarme. À leur réveil, un nouveau colis a été déposé, il s'agit cette fois d'un bébé et d'une proposition : élever l'enfant pour être libérés. Lorsque la fumée se dissipe, la maison est intacte.
98 jours ont passé. L'enfant grandit à une vitesse anormale et fait désormais la taille d'un garçon de 10 ans. Il présente dans sa tenue et son comportement des similitudes avec Martin. Il imite Tom et Gemma dans leurs moindres comportements, et crie lorsqu'il est frustré. De plus, il ne quitte jamais le couple, sauf pour regarder des formes kaléidoscopiques sur la télévision. Tom se montre hostile envers lui, tant verbalement que physiquement, tandis que Gemma refuse qu'il l'appelle « Mère ». Mais une découverte va modifier la vie du couple. Tom s'aperçoit que leur jardin est également en matière synthétique, et commence à creuser en espérant trouver une issue. Alors qu'il s'efface peu à peu, passant ses journées à creuser et finissant par dormir dans le trou, Gemma tente un rapprochement avec le garçon, si bien que lorsque Tom, exaspéré par ses cris, l'enferme dans leur voiture dans l'optique de s'en débarrasser, Gemma le libère.
Un matin, le garçon disparaît, et revient le soir avec un livre qu'il tend à Gemma, sans donner d'explications. Intriguée, elle lui propose un jeu : imiter la personne qu'il a vue et qui lui a donné le livre. Se prêtant au jeu, il pousse des cris rauques tout en gonflant des poches qui se trouvent sur sa gorge, révélant une nature extraterrestre, ce qui terrifie Gemma.
Quelques mois plus tard, le garçon est devenu un adulte froid et insensible que Gemma regrette d'avoir sauvé. Chaque jour, quand il quitte la maison, elle essaye de le suivre, mais en vain, elle repasse toujours devant la maison no 9. Tom, épuisé, continue de creuser, et finit par découvrir des sacs contenant des cadavres. Très vite, le garçon monopolise la maison, forçant le couple à dormir dans la voiture. L'état de santé de Tom se dégrade et le garçon ignore les supplications de Gemma, arguant qu'il est peut-être temps qu'il (Tom) soit libéré. Lorsqu'il meurt, le garçon met son cadavre dans un sac mortuaire et le jette dans le trou.
À bout, Gemma tente de tuer le garçon et le blesse à la tête. Il dévoile une nouvelle fois sa nature extraterrestre en laissant échapper des crissements d'insecte, et en se déplaçant sur ses quatre membres. Il s'échappe en soulevant une portion de trottoir, révélant une dimension parallèle dans laquelle Gemma s'infiltre. À l'intérieur, elle découvre d'autres maisons où des inconnus sont eux aussi prisonniers avec d'autres enfants. L'un des inconnus s'est suicidé. Affaiblie, elle revient malgré elle dans la maison no 9.
Le garçon la place dans un sac mortuaire, lui expliquant que le but d'une mère est d'élever son enfant pour le préparer au monde extérieur, et de mourir une fois la tâche accomplie. Dans son dernier souffle, Gemma lui rappelle qu'elle n'est pas sa « putain de mère ». Le garçon jette le sac dans le trou, qu'il rebouche. Une fausse herbe repousse instantanément. Il repeint également la portion de mur qu'utilisait Gemma pour mesurer sa taille, témoignant que plus de 230 jours, soit plus de 7 mois, se sont écoulés. Il fait ensuite le plein de la voiture grâce à un bidon d'essence et quitte le lotissement par la route. Il arrive finalement dans l'agence immobilière du début où l'on retrouve Martin, aux cheveux grisonnants et à l'agonie, qui lui remet son badge nominal avant de mourir. Il le met dans un sac mortuaire, le plie, le range dans un tiroir, et prend sa place. C'est alors qu'un couple entre dans l'agence.

## Fiche technique
Sauf indication contraire, les informations mentionnées dans cette section peuvent être confirmées par la base de données cinématographiques IMDb,  présente dans la section « Liens externes ».
- Titre original et français : Vivarium
- Réalisation : Lorcan Finnegan
- Scénario : Lorcan Finnegan et Garret Shanley
- Musique : Kristian Eidnes Andersen
- Direction artistique : Robert Barrett
- Décors : Julia Davin-Power
- Costumes : Catherine Marchand
- Photographie : MacGregor
- Montage : Tony Cranstoun
- Production : John McDonnell (en) et Brendan McCarthy (en)
- Sociétés de production : XYZ Films, Fantastic Films, Frakas Productions, PingPong Film, Voo et BeTV
- Sociétés de distribution : The Jokers / Les Bookmakers (France)
- Pays de production :  Irlande /  Belgique /  Danemark[1],[2],[3]
- Langue originale : anglais
- Format : couleur
- Genre : science-fiction
- Durée : 97 minutes
- Dates de sortie :
  - France : 18 mai 2019 (Festival de Cannes) ; 11 mars 2020 (sortie nationale)
  - Irlande : 27 mars 2020
  - Suisse romande : 13 juillet 2019 (Festival international du film fantastique de Neuchâtel)

## Distribution
- Imogen Poots (VB : Fanny Dreiss) : Gemma
- Jesse Eisenberg (VB : Karim Barras) : Tom
- Senan Jennings (VB : Déborah Rouach) : le garçon, jeune
- Éanna Hardwicke (VB : Gauthier De Fauconval) : le garçon, âgé
- Jonathan Aris (VB : Xavier Percy) : Martin
- Molly McCann (VB : Elisa Cohen) : Molly, la fille « effacée »
- Danielle Ryan (en) : la mère
- Olga Wehrly (en) : la femme qui pleure

## Production
Le tournage a lieu à Liège en Belgique et dans les studios Ardmore en Irlande.

## Accueil

### Festivals et sorties
Le film est sélectionné et projeté en avant-première mondiale le 18 mai 2019 à la Semaine de la critique, durant le Festival de Cannes en France.
Il est également présenté le 13 juillet 2019 au Festival international du film fantastique de Neuchâtel en Suisse romande.
Sa sortie nationale française a lieu le 11 mars 2020, lui laissant seulement 4 jours d'exploitation avant la fermeture des cinémas à cause de la pandémie de Covid-19. Il est de nouveau à l'affiche à leur réouverture le 22 juin 2020.
Il sort sur les écrans en Irlande le 27 mars 2020.

### Critique
Sur Allociné, le film obtient une note moyenne de 3,6⁄5, qui recense 32 titres de presse.
Écran Large assimile ce long métrage à la série télévisée La Quatrième Dimension « malin, cruel et ludique, Vivarium est un conte horrifique vertigineux, qui offre quelques belles raisons de cauchemarder. Un digne héritier de La Quatrième Dimension, qui place directement Lorcan Finnegan parmi les réalisateurs à suivre ».
Le journal Libération n'a pas été convaincu par le film : « Il n'y a pas de hors-champ ici, Vivarium est tout en surface, en concept, ce qui explique qu'il commence par séduire, avec ses faux airs de Quatrième Dimension ancienne époque, puis lasse et déçoit ».

## Distinctions

### Récompenses
- L'Étrange Festival 2019 : Grand prix nouveau genre[8]
- Festival international du film fantastique de Catalogne 2019 (Sitges) : Prix de la meilleure actrice pour Imogen Poots

### Sélections
- Festival de Cannes 2019 : sélection en compétition dans la section Semaine de la critique
- Festival international du film fantastique de Neuchâtel 2019 : film de clôture
- Festival international du film fantastique de Gérardmer 2020 : sélection en compétition